# Passandra sexstriata
Passandra sexstriata là một loài bọ cánh cứng trong họ Passandridae. Loài này được Dalman miêu tả khoa học năm 1817.